# Morgan Gould
Morgan Gould (* 23. März 1983 in Johannesburg) ist ein südafrikanischer ehemaliger Fußballspieler. Der Verteidiger stand zuletzt in Diensten von Sekhukhune United.

## Karriere

### Verein
Gould spielte in der Jugend von Wits University und Bedfordview. 2002 gab er sein Pflichtspieldebüt beim Erstligisten Jomo Cosmos, für den er bis zum Abstieg aus der Premier Soccer League 2008 spielte. Jomo Cosmos gewann in dieser Zeit je einmal den Coca-Cola Cup (2002) und den SAA Supa 8 (2005). Nach dem Abstieg von Cosmos unterschrieb Gould einen Zwei-Jahres-Vertrag beim amtierenden Meister Supersport United, da aber sein bisheriger Klub einen gültigen Vertrag mit dem Verteidiger hatte, wurde eine Ablösesumme fällig. In seiner ersten Saison bei Supersport gelang ihm die Titelverteidigung in der Meisterschaft.
Im Juli 2016 kehrte Gould zu Supersport United zurück, wo er mit seinem ehemaligen Trainer Stuart Baxter von den Kaizer Chiefs wiedervereinigt wurde. Bei der 0:1-Niederlage gegen Platinum Stars in der PSL Absa Premiership 2016/2017 stand er erstmals nach seiner Rückkehr in einem Ligaspiel in der Startelf.
2019 schloss sich Gould dem FC Stellenbosch an. 2021 beendete er seine Karriere.

### Nationalmannschaft
Sein Debüt in der südafrikanischen Nationalmannschaft gab Gould am 30. September 2008 in einem Freundschaftsspiel gegen Malawi. Von Nationaltrainer Joel Santana wurde er im Mai 2009 in das vorläufige Aufgebot für den Konföderationen-Pokal 2009 berufen.